# سووشون (مجموعه نمایش خانگی)
سووشون یک مجموعهٔ نمایش خانگی ایرانی به نویسندگی و کارگردانی نرگس آبیار است. فیلمنامهٔ این سریال اقتباسی از رمان سووشون اثر سیمین دانشور است. سووشون داستان نقش مردم شیراز را در مقابله با استعمار روایت می‌کند و بهنوش طباطبایی و میلاد کی‌مرام ایفای نقش‌های اصلی آن را به‌عهده دارند.
این سریال با سرمایه‌گذاری نماوا تولید شده و پس از گذراندن تولید و فیلم‌برداری چهار ساله، از ۹ خرداد ۱۴۰۴ از همین پلتفرم پخش شد. چند ساعت بعد خبرگزاری قوه قضائیه اعلام کرد سووشون به‌دلیل «عدم دریافت مجوزهای قانونی» توقیف و ️نماوا هم به‌دلیل «امتناع از انجام تعهدات قانونی» مسدود شده است. پس از پیگیری‌ها صفحه سریال سووشون اطلاعیه‌ای را منتشر کرد و خبر از پخش مجدد سریال از سوم مرداد را داد.

## بازیگران
- بهنوش طباطبایی
- میلاد کی‌مرام
- فرشته صدرعرفایی
- سام درخشانی
- مریم سعادت
- ترلان پروانه
- آرمین رحیمیان
- مزدک میرعابدینی
- بابک کریمی
- سهیل مستجابیان
- علی نفیسی
- خالق استواری
- شیدا یوسفی
- حسین فرضی زاد
- هادی آقا بزرگی
- بهمن بهمن‌پور
- هادی امامی مقدم
- زهرا فراهانی
- گیتار یاسری
- پویا چهل‌تنان
- آوینا پناهی
- آتنا پناهی
- یاسین کاظمی
- هوتن شکیبا
- آزاده صمدی
- مجید صالحی

## تولید
در دهه‌های اخیر تلاش شده بود تا سووشون اثر سیمین دانشور به یک نسخه سینمایی تبدیل شود اما نرگس آبیار تصمیم گرفت اقتباس تلویزیونی از این رمان را در ۳۰ قسمت بسازد. تولید این مجموعه بیش از یک سال طول کشید.
حسین میرطاوسی، مالک نماوا، گفت که ۲۰۰ میلیارد تومان برای ساخت این سریال هزینه شده و حدود ۹۵ درصد فیلمبرداری آن تا آذر ۱۴۰۲ انجام شده بود. طبق گفته محمدحسن شانه‌ساززاده، عضو هیئت‌مدیره نماوا، در سال ۱۴۰۳، هزینه تولید هر قسمت از سووشون حدود هشت میلیارد تومان بوده است، در حالی که میانگین هزینه تولید هر قسمت از یک سریال معمولی در این صنعت حدود سه میلیارد تومان برآورد می‌شود. این موضوع سووشون را به یکی از گران‌ترین سریال‌های بخش خصوصی در ایران تبدیل کرده است.

## پخش و توقیف
سووشون به‌دلیل طولانی شدن فرایند بررسی و اصلاحات مورد نیاز سازمان تنظیم مقررات رسانه‌های صوت و تصویر فراگیر (ساترا) با تأخیر در انتشار مواجه شد. تبلیغات این مجموعه با محدودیت‌هایی مواجه شد. بیلبوردهای تبلیغاتی سووشون بدون استفاده از تصاویر بازیگران یا ذکر نام سریال و تنها با یک پس‌زمینه سفید و عبارت «قصه از اینجا شروع میشه» به همراه تاریخ انتشار (۹ خرداد ۱۴۰۴) طراحی شدند.
پیش از پخش، صفحه سریال با اطلاعیه‌ای درباره نگاه ساترا نوشت که مدیران ساترا نسخه ۵ دقیقه‌ای «تقطیع شده و مغرضانه»  را به مقامات نظارتی فرستاده‌اند و به دنبال جلوگیری از پخش آن هستند. در ۲۴ اردیبهشت نماوا اعلام کرد که تاکنون «هیچ توقیف رسمی درباره کار صورت نگرفته ولی در عین حال مجوز پخش هم صادر نشده است.»
قسمت اول آن در ۹ خرداد ۱۴۰۴ پخش شد. در همان روز خبرگزاری قوه قضائیه اعلام کرد سووشون به‌دلیل «عدم دریافت مجوزهای قانونی» توقیف و ️نماوا هم به‌دلیل «امتناع از انجام تعهدات قانونی» مسدود شده است. نماوا اعلام کرد که که سووشون از همان مرحله ساخت دارای مجوز بوده و با وجود پایبندی به الزامات و حذف حدود ۲۰ دقیقه از محتوای سریال، اختلاف‌نظر بر سر ۶۲ ثانیه از آن، باعث محدودیت‌های بیشتر شده است. به گفته این پلتفرم، هزینه اشتراک کسانی که در دو روز گذشته به‌خاطر سووشون اشتراک خریدند، بازگردانده خواهد شد.
معاون ساترا در ۱۰ خرداد اعلام کرد که سووشون هیچ‌گاه تأییدیه فیلم‌نامه یا مجوز تولید دریافت نکرده است. وی همچنین از پیگیری حقوقی و قضایی ساترا علیه ادعاهای مطرح‌شده در بیانیه تولیدکنندگان سریال خبر داد. آبیار ضمن انتقاد از توقیف مجموعه، بیان کرد که به دلیل ممیزی‌های اعمال‌شده، آنچه در قسمت اول به نمایش درآمد، با آنچه سازندگان با «دقت و وسواس» ساخته بودند، تفاوت داشت و بخش‌هایی از روایت حذف یا کم‌رنگ شده بود.

در نهایت پس از پیگیری‌ها صفحه سریال سووشون اطلاعیه‌ای را منتشر کرد و خبر از پخش مجدد سریال از سوم مرداد را داد. در اطلاعیه ای که در این صفحه منتشر شده آمده است:
«انتشار سریال «سووشون» پس از حدود ۵۰ روز توقیف سریال و ۱۶ روز فیلترینگ پلتفرم نماوا از این جمعه از سر گرفته می‌شود.»